# Volvo B10L
Volvo B10L – seria niskopodłogowych, jednoczłonowych autobusów miejskich, wytwarzanych w latach 1994–2005 w zakładach Volvo AB w Steyr w Austrii i we Wrocławiu.

## Konstrukcja
Volvo B10L to jednoczłonowy, dwuosiowy, niskopodłogowy autobus klasy MAXI. Po prawej stronie nadwozia umieszczono troje dwupłatowych drzwi obrotowych. Napęd stanowi 6-cylindrowy silnik spalinowy typu DH10A o pojemności 9,6 l i mocy 245 KM. Autobusy różnią się głównie typem karoserii: egzemplarze z fabryki w Steyr wyposażono w karoserię Steyr SN12, a egzemplarze wrocławskie w karoserię Carrus K204 City U. Oprócz tego występują różnice w wygrodzeniu kabiny kierowcy i liczbie miejsc siedzących. Przegubowym wariantem autobusu B10L jest Volvo B10LA.

## Galeria

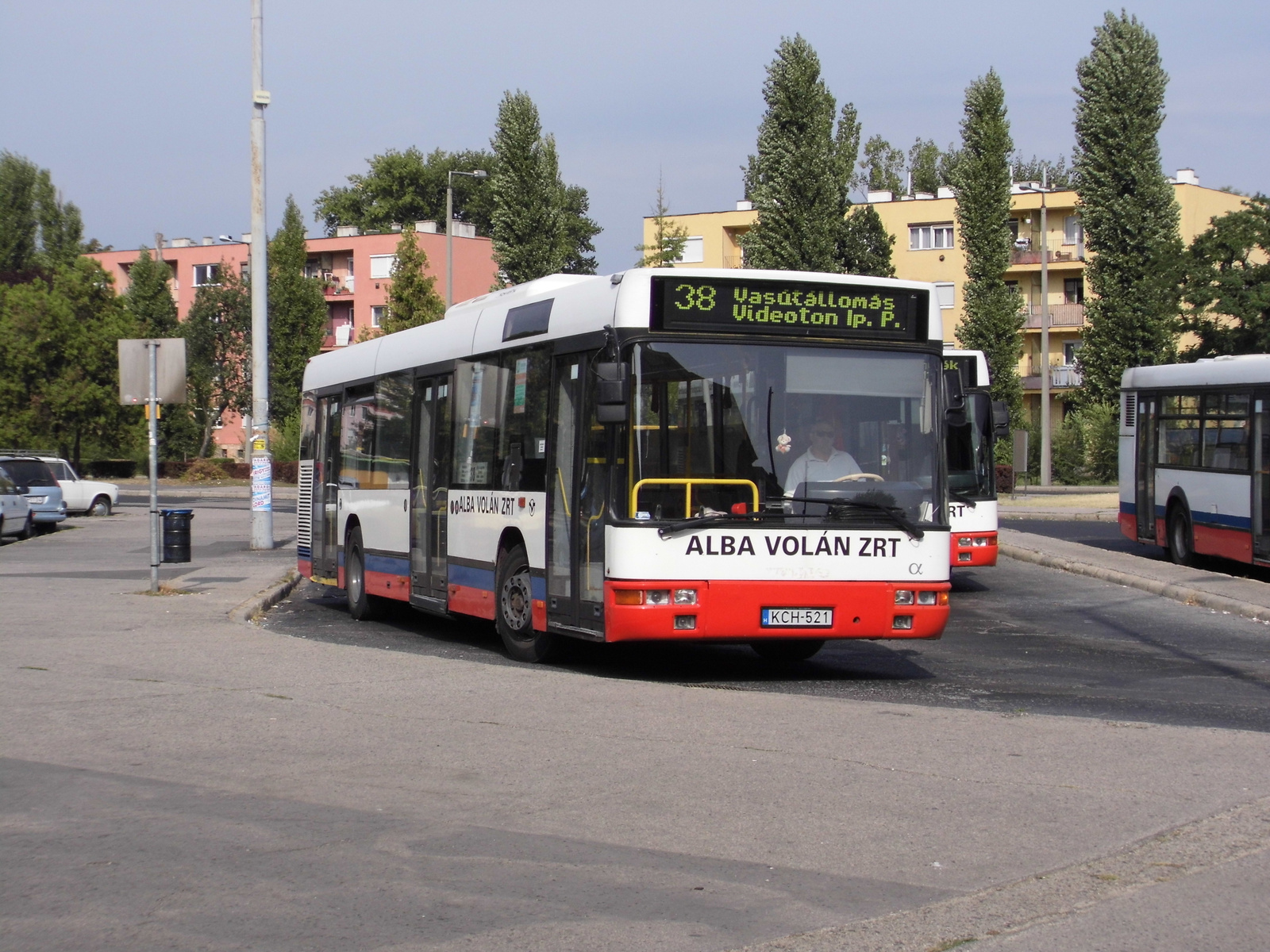
Volvo B10L w Székesfehérvárze
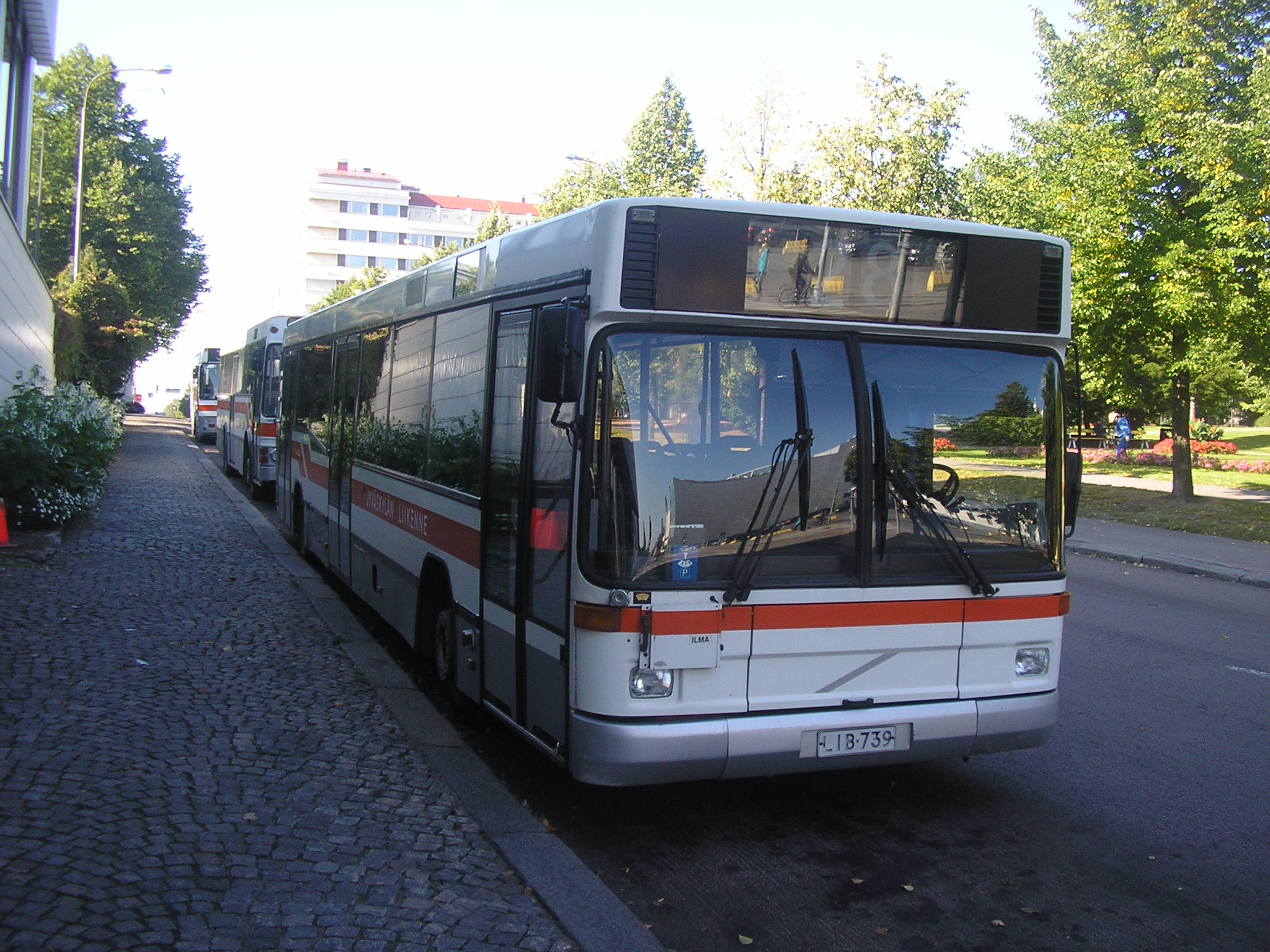
Volvo B10L w Jyväskyli
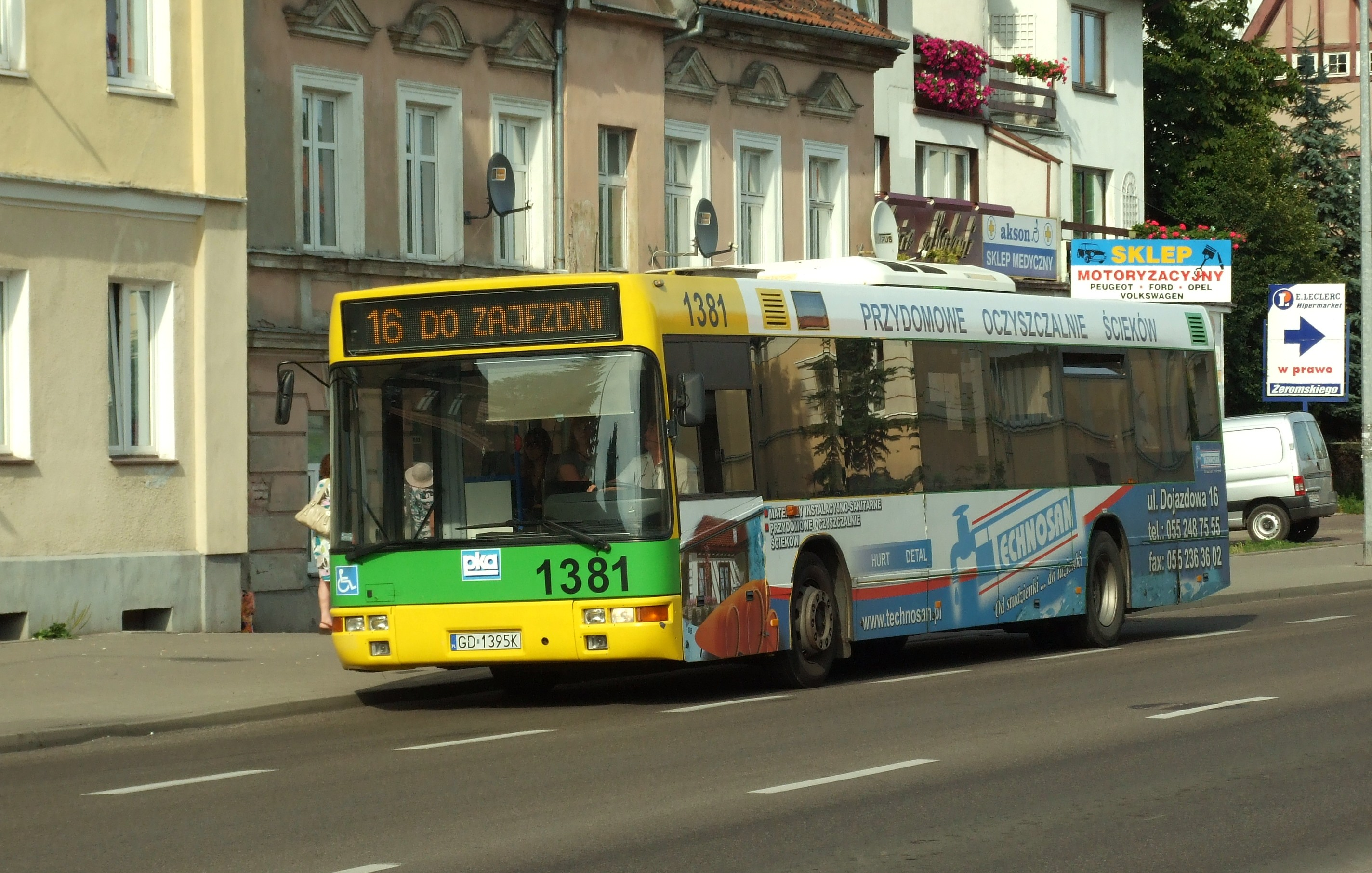
Volvo B10L w Elblągu
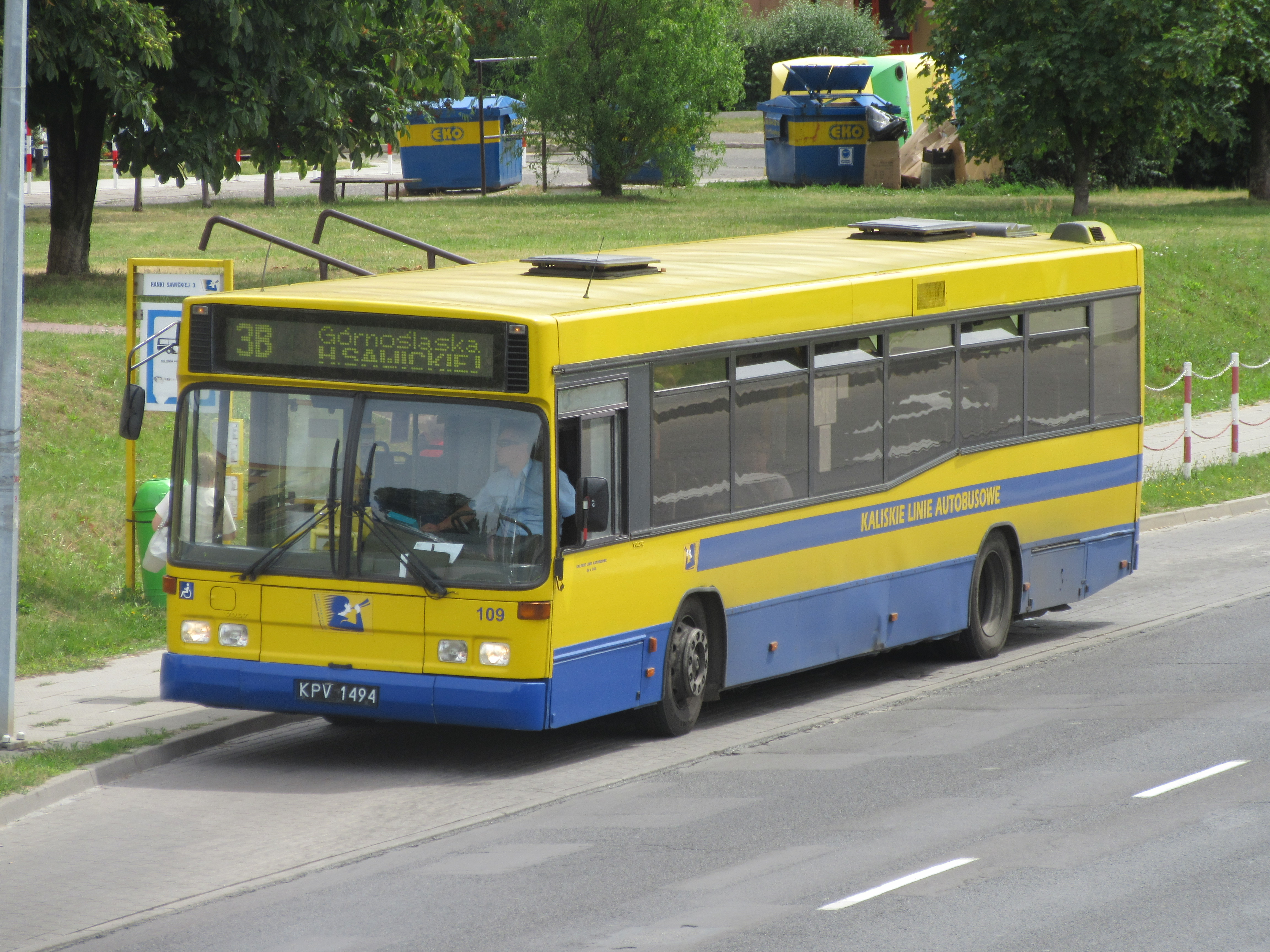
Volvo B10L w Kaliszu